# Rudolf Breslauer
Werner Rudolf Breslauer (Lipsia, 4 luglio 1903 – Campo di sterminio di Auschwitz, 28 febbraio 1945) è stato un fotografo e cineoperatore tedesco di origine ebrea.

## Biografia

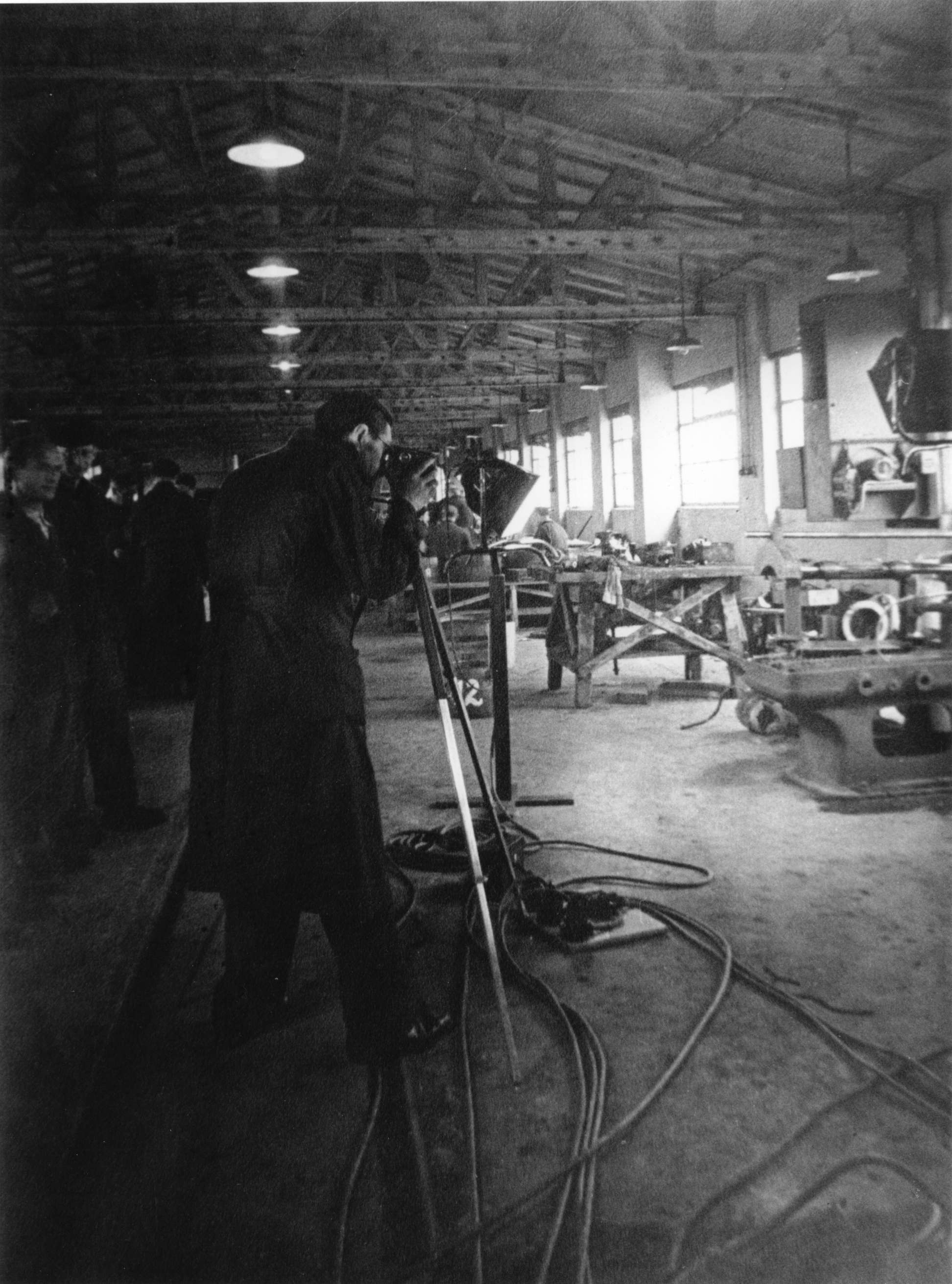
Rudolf Breslauer al lavoro (1944)

Breslauer è nato a Lipsia, dove si è formato come fotografo e come tipografo. Nel 1938 fuggì nei Paesi Bassi, dove visse e lavorò a Leida, Alphen e Utrecht. Nel 1942 venne imprigionato e deportato nel campo di transito di Westerbork insieme alla moglie Bella Weissmann, ai figli Mischa e Stefan e alla figlia Ursula. Il comandante del campo Albert Konrad Gemmeker ordinò a Breslauer di fare fotografie e filmati della vita a Westerbork. Breslauer e la sua famiglia vennero trasferiti ad Auschwitz nell'autunno del 1944. Sua moglie e due figli furono immediatamente uccisi, mentre Rudolf Breslauer morì pochi mesi dopo. La loro figlia Ursula sopravvisse alla guerra. 

## Fotografie e film di Westerbork
Nel 2017 i filmati con la vita di tutti i giorni nel campo di transito di Westerbork furono presentati dai Paesi Bassi e inclusi nel registro della memoria del mondo dell'UNESCO.

## Galleria d'immagini

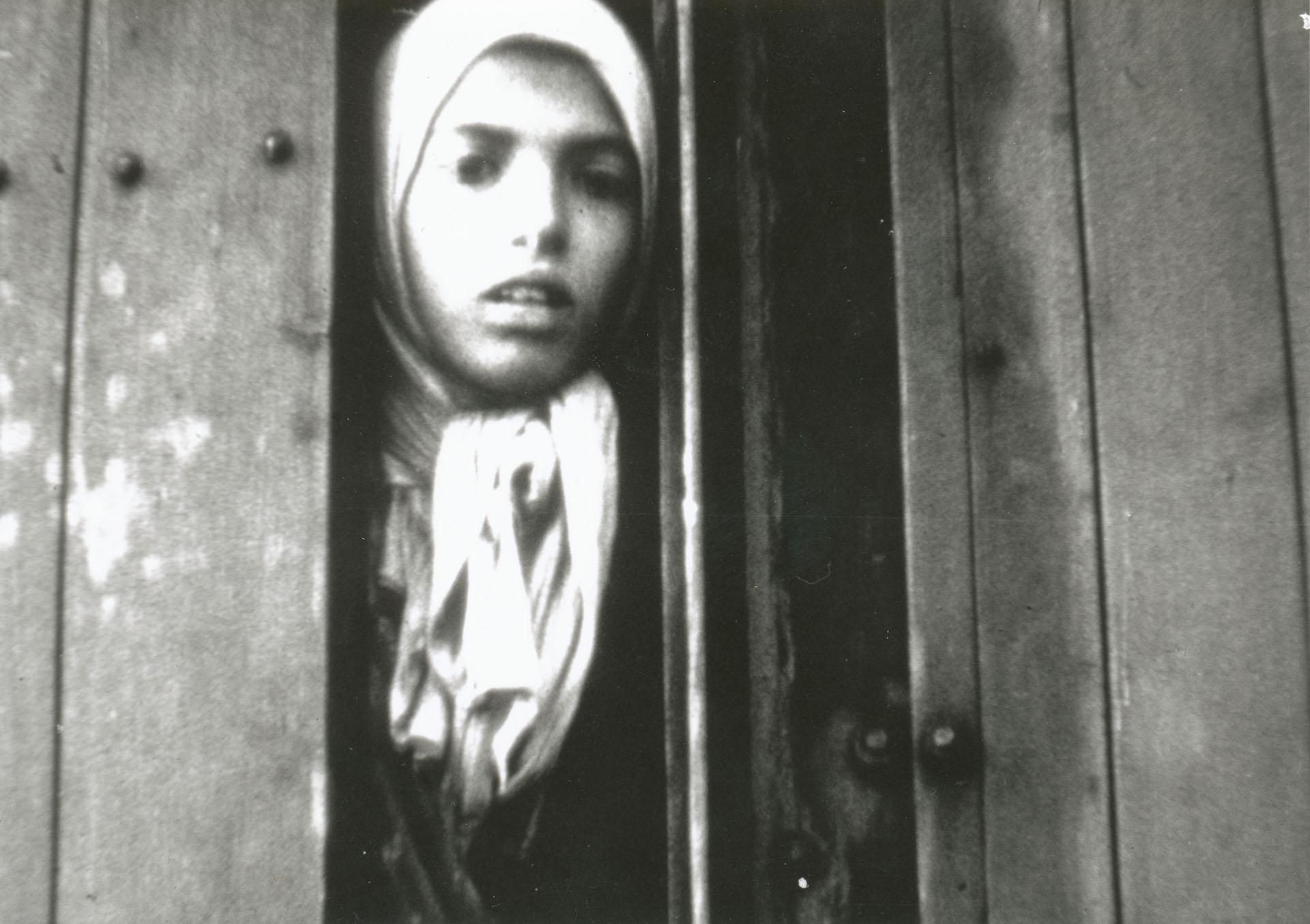
Settela Steinbach 19 maggio 1944
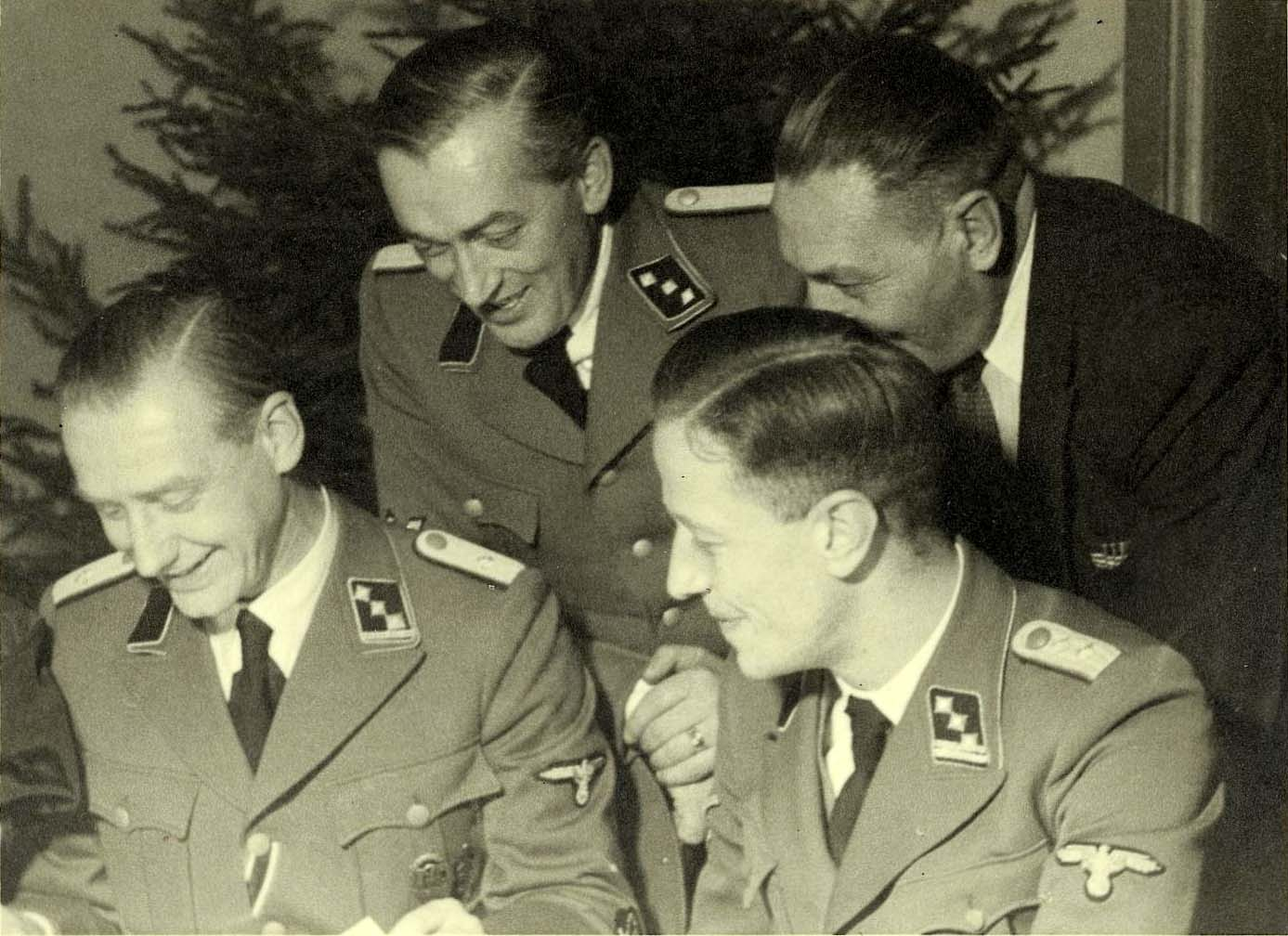
Natale 1942 a Westerbork (da sinistra a destra) Albert Konrad Gemmeker, Hassel, Ferdinand aus der Fünten e Scheltnes di Lippmann, Rosenthal & Co.
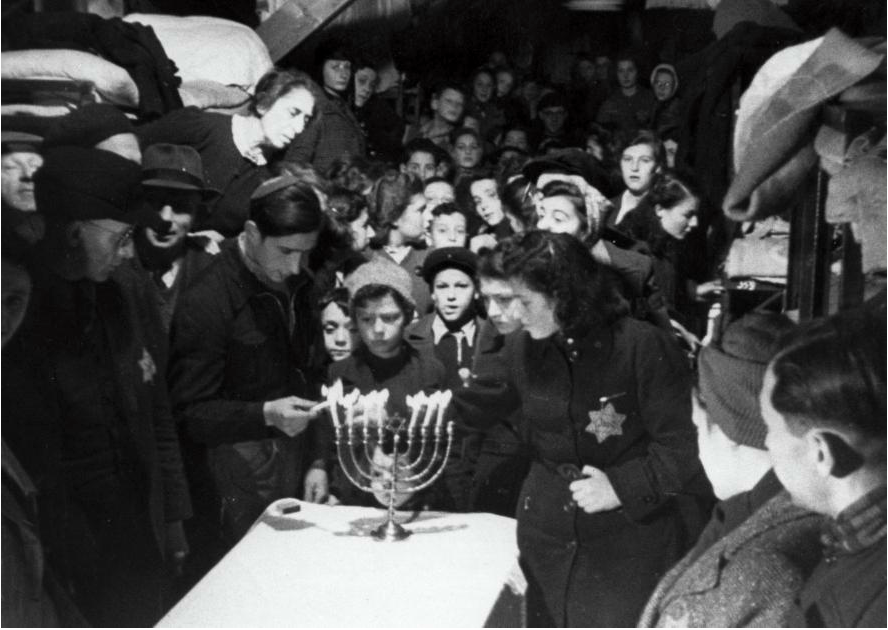
Hanukkah a Westerbork
- Trasporto ad Auschwitz
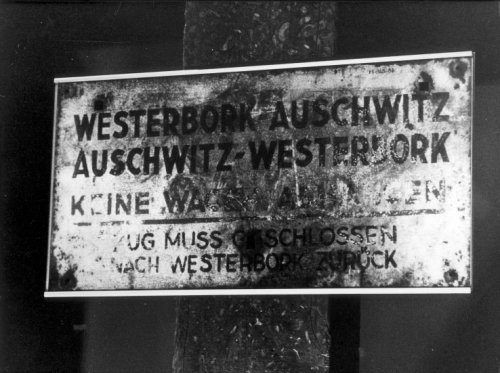
Una targa sul treno a Westerbork